# Thập niên 1180
Thập niên 1180 là thập niên diễn ra từ năm 1180 đến 1189.